# Jozua Douglas
Jozua Douglas (Eenrum, 1977) is een Nederlandse kinderboekenschrijver. Zijn bekendste serie is Costa Banana.

## Biografie
Jozua Douglas is geboren in Groningen (1977). Hij debuteerde als dichter op het 32e Poetry International festival in 2001. In 2009 verscheen zijn prentenboek De Kusjeskrokodil en andere lieve nachtbeesten'. Loes Riphagen verzorgde de illustraties. In 2012 debuteerde hij met het jeugdboek De verschrikkelijke badmeester, waarvoor hij de Hotze de Roosprijs ontving. Met De gruwelijke generaal (2015) en De ongelooflijke Ravi Ravioli (2016) won hij de Pluim van de Kinderjury. Eind 2017 werd Douglas door de CPNB gevraagd het Kinderboekenweekgeschenk, De Eilandenruzie, voor 2018 te schrijven.
Douglas is de broer van kunstschilder Daniel Douglas. Hij woont en werkt in Wijk bij Duurstede.

## Boeken
- De Kusjeskrokodil en andere lieve nachtbeesten (2009) Clavis Uitgeverij, Amsterdam, Hasselt, ISBN 978-90-448-1029-5
- Willewete. De grootste, de gevaarlijkste en andere bijzondere dieren (2011) Clavis Uitgeverij, Amsterdam, Hasselt, ISBN 978-90-448-1331-9
- Willewete. Dinosaurussen (2012) Clavis Uitgeverij, Amsterdam, Hasselt, ISBN 978-90-448-1585-6
- Willewete. Grote uitvindingen (2012) Clavis Uitgeverij, Amsterdam, Hasselt, ISBN 978-90-448-1641-9
- De verschrikkelijke badmeester (2012) Uitgeverij De Fontein, Utrecht, ISBN 978-90-261-3342-8
- Willewete. De hond (2013) Clavis Uitgeverij, Amsterdam, Hasselt, ISBN 978-90-448-1945-8
- De vreselijke tweeling (2014) Uitgeverij De Fontein, Utrecht
- Op reis naar de maan (2014) Uitgeverij Zwijsen, Tilburg

- Een eng huis (2014) Uitgeverij Zwijsen, Tilburg

- Willewete. De kat (2014) Clavis Uitgeverij, Amsterdam, Hasselt
- Tijgervoer (2015) Uitgeverij Zwijsen, Tilburg
- Een draak op het plein (2015) Uitgeverij Zwijsen, Tilburg
- De robot doet raar (2015) Uitgeverij Zwijsen, Tilburg
- De reuzentrol (2015) Uitgeverij Zwijsen, Tilburg
- Het beest van Boebalim (2015) Uitgeverij Zwijsen, Tilburg
- De gruwelijke generaal (Costa Banana 1) (2015) Uitgeverij De Fontein, Utrecht
- Willewete. Het konijn (2016) Clavis Uitgeverij, Amsterdam, Hasselt
- Willewete. Bijzondere bouwsels (2016) Clavis Uitgeverij, Amsterdam, Hasselt
- Schatkist. Een geheim avontuur (2016) Uitgeverij Zwijsen, Tilburg
- De ongelooflijke Ravi Ravioli (Costa Banana 2) (2016) Uitgeverij De Fontein, Utrecht
- De Kusjeskrokodil (nieuwe editie 2016) Uitgeverij De Fontein, Utrecht
- Het monsterbonsterbulderboek (2017) Uitgeverij De Fontein, Utrecht
- De broers Grombek (2017) Uitgeverij Zwijsen, Tilburg
- Gruwelijk Grappige Griezelverhalen (IJzersterke verhalen van De lachende zaag), met Tosca Menten en Manon Sikkel (2017) Uitgeverij De Fontein, Utrecht
- Operatie Pisang (Costa Banana 3)' (2017) Uitgeverij De Fontein, Utrecht
- Willewete. Naar school, met juf Maike (2017) Clavis Uitgeverij, Amsterdam, Hasselt
- De eilandenruzie (Costa Banana 5), (Kinderboekenweekgeschenk 2018) CPNB, Amsterdam
- Keesie Kippenkop, De rioolridder (2018) Uitgeverij De Fontein, Utrecht
- Pech onderweg (Over barre tochten en rampzalige reisjes) met Tosca Menten (2019), Uitgeverij De Fontein, Utrecht (i.s.m. Uitgeverij Unieboek | Het Spectrum, Amsterdam)
- Ufo-alarm (Costa Banana 4) (2019) Uitgeverij De Fontein, Utrecht
- Prutsers en Pechvogels (Over historische missers) met Tosca Menten (2020), Uitgeverij Unieboek | Het Spectrum, Amsterdam (i.s.m. Uitgeverij De Fontein, Utrecht)

- Het piranha-complot (Costa Banana 6) (2020), Uitgeverij De Fontein, Utrecht
- Bureau S.P.E.U.R.N.E.U.S. en de boekenmaffia (2021), Uitgeverij De Fontein, Utrecht
- Bureau S.P.E.U.R.N.E.U.S. en de junglebende (2022), Uitgeverij De Fontein, Utrecht
- Bureau S.P.E.U.R.N.E.U.S. en het eilandmysterie (2023), Uitgeverij De Fontein, Utrecht
- Aapje Oeps, de foutjeskampioen (2023), Uitgeverij De Fontein, Utrecht
- Professor Prank, hoe word je een absolute foptopper? (2024), Uitgeverij De Fontein, Utrecht
- De vreselijke tweeling en de woeste motorbende (2024), Uitgeverij De Fontein, Utrecht

## Prijzen en nominaties
- De verschrikkelijke badmeester, Hotze de Roosprijs 2013[1]
- De gruwelijke generaal, Pluim van de Nederlandse Kinderjury 2016
- De ongelooflijke Ravi Ravioli, Pluim van de Nederlandse Kinderjury 2017